# 専修寺 (品川区)
専修寺（せんしゅうじ）は、東京都品川区にある浄土宗の寺院。

## 概要
1559年（永禄2年）、寂蓮社曇誉直達によって開山された。元々は青山に位置していたが、後に赤坂に移転し、1909年（明治42年）に現在地に移転した。
本尊は阿弥陀三尊である。1945年（昭和20年）の空襲で本堂もろとも本尊も全焼したため、千葉県市原市の光明寺の客仏だった阿弥陀三尊像を迎えて本尊とした。現在は品川区の文化財に指定されている。

## 交通アクセス
- 大崎広小路駅より徒歩9分。